# Betinho Gomes
Heberte Lamarck Gomes Da Silva (Cabo de Santo Agostinho, 27 de abril de 1975) é um agrônomo e político brasileiro. Foi Deputado Estadual por dois mandatos não consecutivos durante as 15ª Legislatura (2003-2006) e 17ª Legislatura (2011-2014). Foi também Deputado Federal de Pernambuco pelo PSDB durante a 55.ª legislatura (2015-2019) e Secretário Municipal de Educação e Cultura do Cabo de Santo Agostinho sob a gestão do prefeito do município Clayton da Silva Marques.

## Biografia
Filho do também político Elias Gomes, que foi prefeito do Cabo de Santo Agostinho por três mandatos e prefeito de Jaboatão dos Guararapes por dois mandatos, Betinho iniciou seus estudos na Escola Polivalente Emídio Cavalcante, no bairro de Ponte dos Carvalhos em Cabo de Santo Agostinho, onde viveu grande parte de sua infância. É formado em Agronomia pela Universidade Federal Rural de Pernambuco e pós-graduado em Gerenciamento de Cidades pela Universidade de Pernambuco.
Casado com Anna Cecília Vilaça, Betinho é pai de dois filhos, Pedro e Isadora.

## Carreira Política
Betinho concorreu pela primeira vez uma eleição em 2002, elegendo-se Deputado estadual pelo PPS com 27.711 votos. Em 2006 tentou a reeleição, e apesar de manter sua votação em 27.675 quase a mesma de 2002, não obteve êxito, ficando sem mandato até 2010, quando foi eleito novamente deputado estadual com 65.792 votos, já pelo PSDB.
Disputou três vezes consecutivas sem sucesso à prefeitura do Cabo de Santo Agostinho, sendo a primeira vez em 2008, perdendo para Lula Cabral, sua segunda vez em 2012 sendo derrotado por Vado da Farmácia e, até então, sua última tentativa em 2016, sendo novamente derrotado por Lula Cabral.
Em 2014, foi eleito Deputado Federal pelo PSDB com 97.269 votos, assumindo seu mandato em Brasília até o dia 31 de janeiro de 2019. 
Apesar da orientação contrária de seu partido, votou contra a PEC-171/93 que trata da Redução da Maioridade penal para crimes hediondos nos dois turnos.
Em 17 de abril de 2016, durante a sessão de Impeachment de Dilma Rousseff, Betinho deu o voto número 341 a favor do afastamento da então presidenta. Já durante o Governo Michel Temer, votou a favor da PEC-241, que trata da criação do teto de gastos públicos. Em abril de 2017, foi favorável à Reforma Trabalhista. Em agosto de 2017 votou a favor do processo que requeria a abertura da investigação criminal contra o então presidente da república Michel Temer.
Nas eleições de 2018, disputou no pleito para Deputado federal por Pernambuco pelo PSDB, obtendo 20.026 (0.49%) votos válidos. Isto resultou em sua suplência, e este foi o seu pior desempenho em eleições desde sua primeira disputa eleitoral em 2002. 
Após as eleições municipais de 2020, Betinho foi convidado e nomeado pelo então prefeito eleito do município de Cabo de Santo Agostinho, Keko do Armazém, à composição da Secretaria Municipal de Educação e Cultura.

## Desempenho eleitoral
| Ano  | Eleição                              | Cargo Disputado                     | Partido | Coligação | Suplente/Chapa             | Votos  | Porcentagem | Resultado                         |
| ---- | ------------------------------------ | ----------------------------------- | ------- | --- | -------------------------- | ------ | ----------- | --------------------------------- |
| 2002 | Estadual de Pernambuco               | Deputado Estadual                   | PPS     | Frente Social pelas Mudanças (PSDC / PPS / PHS)                                                                                                 | —                          | 27.711 | 0.72%       | Eleito                            |
| 2006 | Estadual de Pernambuco               | Deputado Estadual                   | PPS     | União Pelo Desenvolvimento (PSDB / PPS) | —                          | 27.675 | 0.65%       | Suplente                          |
| 2008 | Municipal de Cabo de Santo Agostinho | Prefeito de Cabo de Santo Agostinho | PSDB    | Por uma Cidade Melhor para Todos (PMDB / DEM / PSDB / PPS / PSDC)                                                                               | Antônia Campos (PPS)       | 40.851 | 39.30%      | Não Eleito (Turno Único) 2º Lugar |
| 2010 | Estadual de Pernambuco               | Deputado Estadual                   | PSDB    | — | —                          | 65.792 | 1.46%       | Eleito                            |
| 2012 | Municipal de Cabo de Santo Agostinho | Prefeito de Cabo de Santo Agostinho | PSDB    | O Futuro Pede Mudança (PRB / PTB / PMDB / PPS / DEM / PSDC / PRTB / PHS / PV / PSDB / PC do B)                                                  | Pastor Erivaldo Alves (PV) | 52.098 | 44.68%      | Não Eleito (Turno Único) 2º Lugar |
| 2014 | Estadual de Pernambuco               | Deputado Federal                    | PSDB    | Frente Popular de Pernambuco para Deputado Federal (PSB / PMDB / PC do B / PV / PR / PSD / PPS / PSDB / SD / PPL / DEM / PROS / PP / PEN / PTC) | —                          | 97.269 | 2.17%       | Eleito                            |
| 2016 | Municipal de Cabo de Santo Agostinho | Prefeito de Cabo de Santo Agostinho | PSDB    | A Mudança Verdadeira (PSDB / PMDB / PC do B / SD / PPS / PSD / PV / DEM / PSL / PHS)                                                            | José Arnaldo (PMDB)        | 44.028 | 36.51%      | Não Eleito (Turno Único) 2º Lugar |
| 2018 | Estadual de Pernambuco               | Deputado Federal                    | PSDB    | Pernambuco vai mudar com seus Deputados Federais (PTB / DEM / PSDB / PSC / PRB / PODE / PPS)                                                    | —                          | 20.026 | 0.49%       | Suplente                          |